# Sko

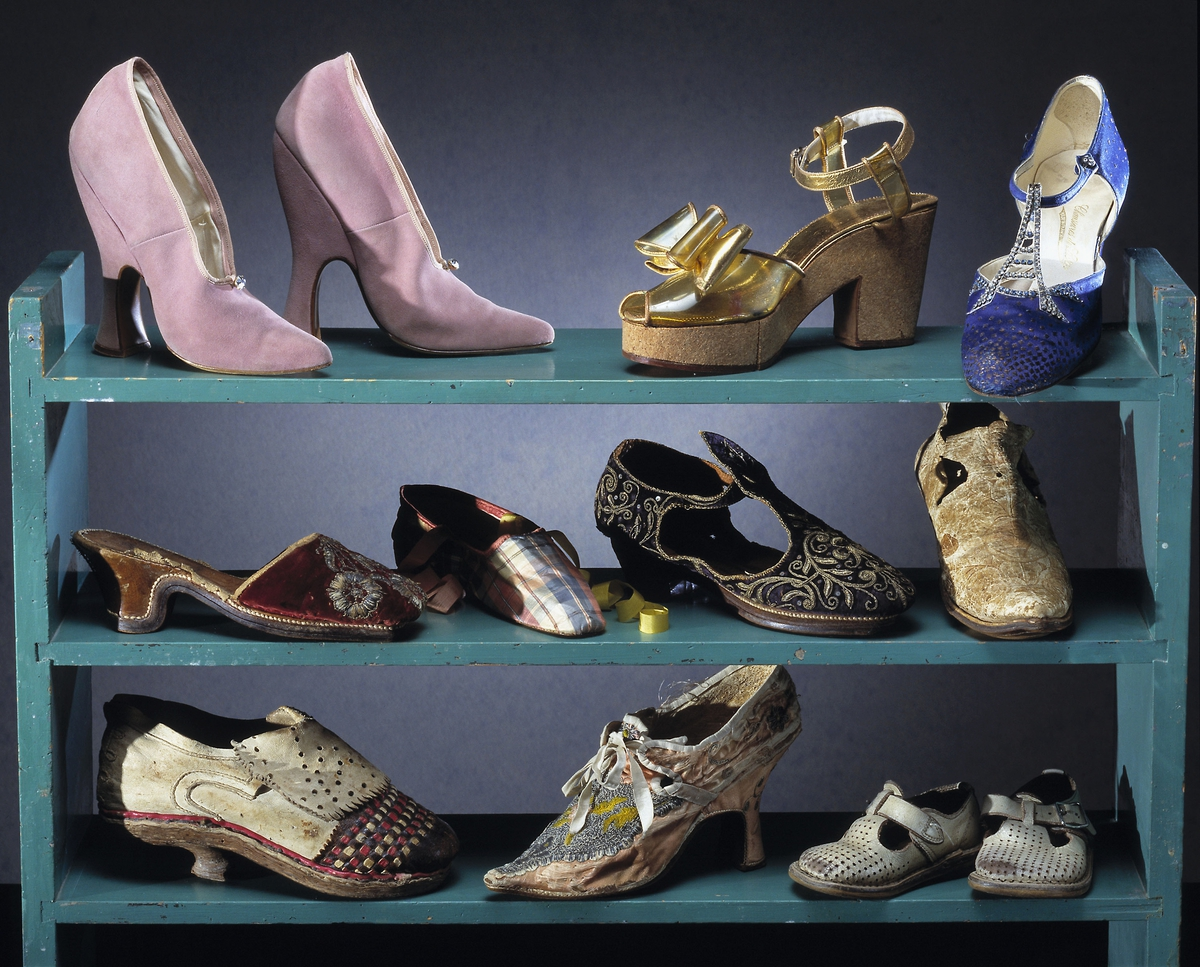
Skor från 1700- till 1960-talet - Nordiska Museet - NMA.0056302

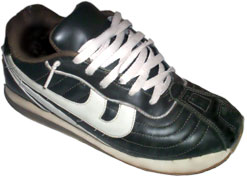
Högersko

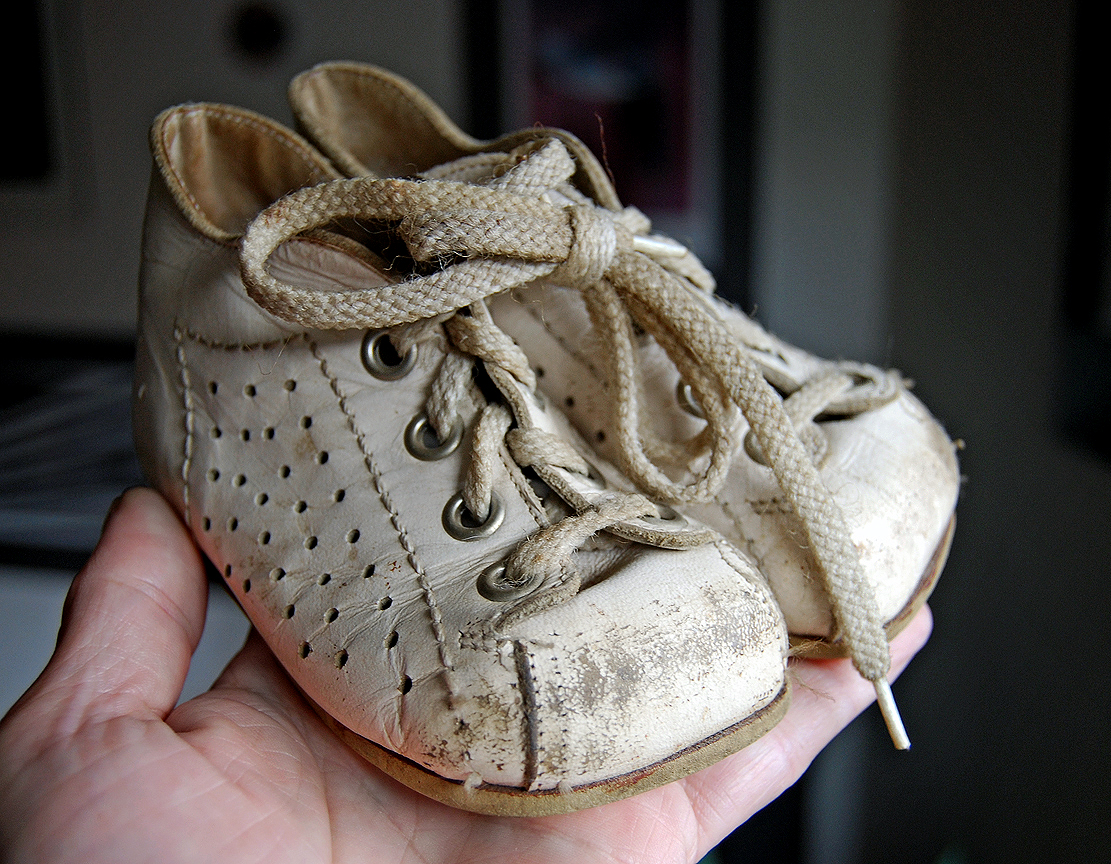
Barnskor, årsmodell 1980.

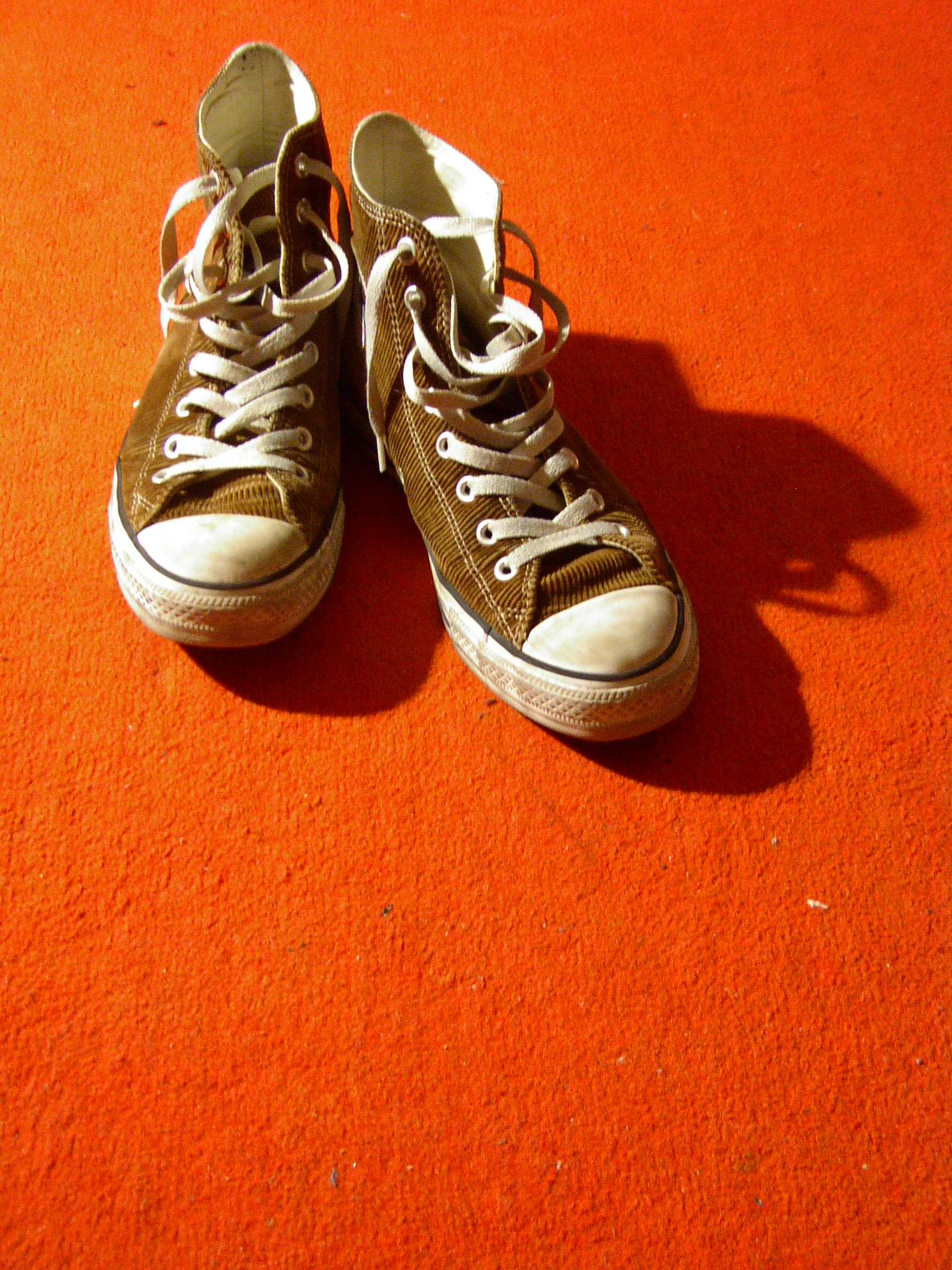
Sneakers

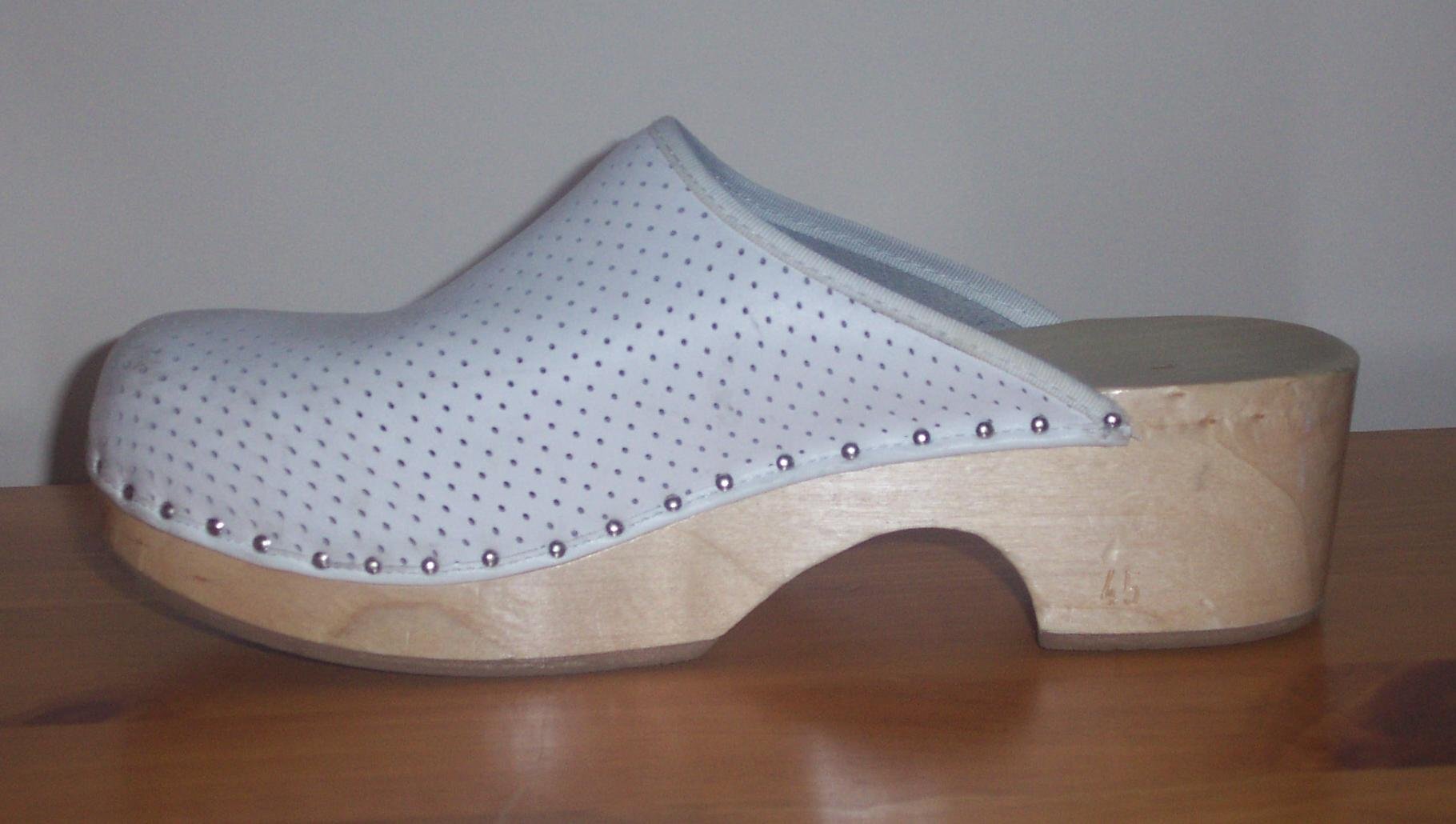
Träsko

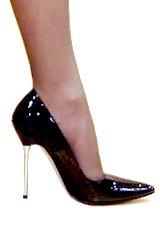
Högklackad sko med stilettklack

En sko är en fotbeklädnad av kraftigt material vars övre del täcker hela eller delar av foten, men högst når till vristen. Skor består ofta av läder (ibland med lack), ovandel och innersula och spänns fast om foten med hjälp av skosnören, kardborrband, resårband eller blixtlås. Fotbeklädnader som når över vristen kallas kängor och stövlar. Skor nyttjas i par; det vill säga en sko på vardera fot.

## Skomodeller och tillverkning
Skor kan tillverkas och konstrueras på en rad olika sätt, beroende på modell. En grov indelning är damskor (med klack), herrskor, mockasiner, sandaler, stövlar, kängor, sneakers och gymnastikskor.
Idag tillverkas merparten av alla skor på marknaden till stor del maskinellt. Det vanligaste är att lädret behandlas på förhand för att sedan klistras fast på en formgjuten sula, men hantverksmässig skotillverkning förekommer fortfarande. I bland annat England, Italien, Frankrike och Ungern där det tillverkas skor enligt traditionella metoder, för försäljning på marknaden. De flesta länder har också kvar ett fåtal beställningsskomakerier, där kunden kan köpa en unik sko, efter egna mått, som i regel tillverkas helt för hand.

## Bakkappa
Bakkappan är den delen på skon, som omsluter hälen. Den är vanligtvis gjord i papp.

## Plös
Plös är den del, ofta tillverkad i tyg eller skinn, som separerar skosnören från fot. Plösen är ofta formad som en tunga, vilket har gjort att den i södra delar av Sverige har kommit att kallas för just tunga. På exempelvis skateskor är plösen extra vadderad för att ge en optimal passform och stadga. Plösens funktion i övrigt är att minska skoskav och öka komforten i skon.

## Historia
Germanerna bar skor av läder eller hudar, tillsnörda med remmar. Under medeltiden föreskrevs för kyrkans fäder först vita guldbroderade skor, sedan purpurfärgade sidentofflor. Från 800-talet använde folket även filtsockor, de förnäma helst halvstövlar med olika färg för vardera foten. Med tiden blev svart den förhärskande färgen på skorna, som dock ofta sirades med broderier, pärlor, guldbrokad med mera. 
Under senare delen av medeltiden (1100–1400-talen) var snabelskor vanliga. De var gjorda av tyg och hade framtill en lång spets (snabel) som stoppades med blånor eller hö. Av praktiska skäl bands ”snabeln”, om den var extra lång, upp med en fin kedja, som fastgjordes vid knäet. Förkonstlingen ökades ytterligare genom att en liten klingande bjällra syddes fast på spetsen. Vid dåligt väglag satte man på en undersko med klackar under hälen och trampdynans främre del.  Snabelskorna avlöstes på 1500-talet av en motsatt ytterlighet oxmuleskorna (eller björnkloskorna). De var tvära och breda i tån och låga baktill. Under senare delen av 1500-talet blev skorna i stället kortspetsiga.
Under 1600-talet blev klackar under skorna högsta mode och växte sig mycket höga. Under denna tid användes skor med klack av både kvinnor och män, något som kom att förändras senare i klackskons historia. Mansskorna hade gärna dessutom en stor rosett över vristen. Rosetten byttes under 1700-talet ut mot ett spänne – sådana skor ingår ännu i den romersk-katolska prästdräkten. 
Den 29 augusti 2006 eskorterades vad som tros vara världens äldsta sko till Washington, D.C. per flyg där den sedan agerade modell för vetenskapstidningen National Geographic. Sandalen är vävd på en bit bark och sägs vara 10 000 år gammal. Den tillhör de många fynd av skor/sandaler som gjorts kring och i grottor i Fort Rock, Oregon, sedan 1938.
Världens äldsta lädersko hittades av arkeologer i en grotta i Armenien. Fyndet offentliggjordes i juni 2010. Denna sko har bedömts vara 5 500 år och är därmed äldre än skorna som "ismannen" Ötzi bar. Skon är tillverkad av kohud i ett stycke.

## Tillverkningsmaterial
- Läder – mocka, råhud, spaltläder, svinläder
- Plast – akryl, nylon, PU, PVC
- Gummi
- Textil – bomull, ull
- Trä
- Hampa

## Benämning på skons olika delar
- Yttersula
- Innersula
- Tåkappa
- Ritsläpp
- Plös
- Rand
- Bakkappa
- Klack
- Skaft kallas den del av en känga eller stövel som sträcker sig upp längs benet ovanför fotknölarna.
- Slejf

## Herrskor
Nedan följer en lista på de vanligaste stiltyperna av herrskor.

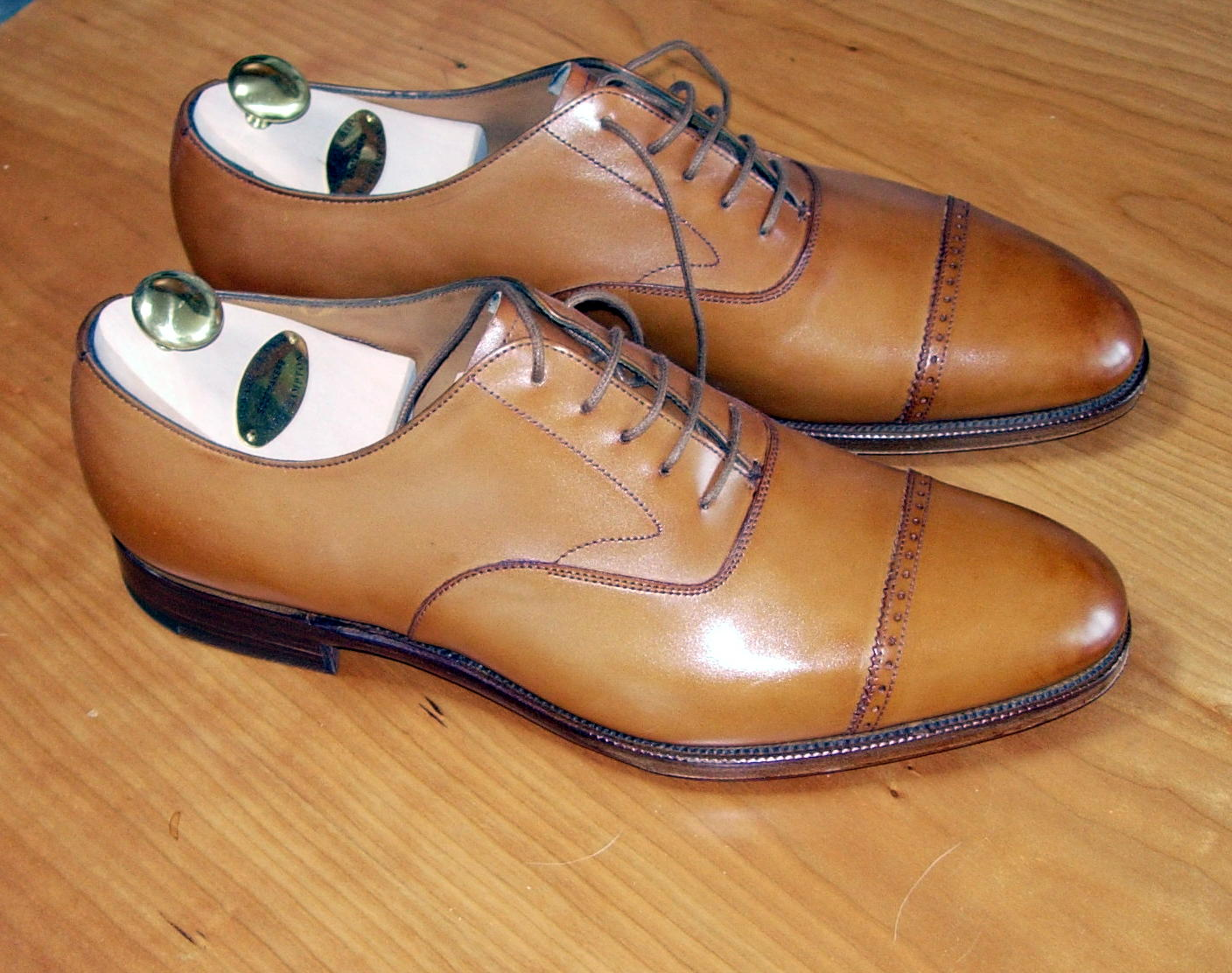
En oxfordsko med skoblock för att bibehålla skons form.

- Kängor - En grövre sko oftast ankelhög eller högre.
- Loafer - En lågsko utan snörning. Finns i olika utförande, bland annat pennyloafer, tasselloafer, stringloafer med flera.
- Chelseaboots – en tajt, ankelhög sko utan snörning. Från början användes dessa som ridskor och finns även som variant med rem över foten och kallas då ”Jodhpurs”.
- Chukka boots – en ankelhög sko med snörning.
- Derbyskor – är en sko med så kallad öppen snörning, anses passa bättre till informell klädsel, såsom kavaj och jeans eller udda byxor. På amerikansk engelska ofta (oegentligt) kallade "Bluchers" (se nedan).
- Blücherskor - liknar derbyskor, men snörningsdelen är i en del med resten av skons ovansida, till skillnad från derbyn, där den är påsydd. Formellt sett på samma nivå som derbyn.
- Munkskor – på engelska kallade "monks" eller "monk-straps", är en lågsko med ett eller flera spännen över foten.
- Näbbskor (se Näbbstövlar)
- Oxfordskor – är en sko med så kallad sluten snörning, anses mer formell och korrekt till en kostym. På amerikansk engelska kallade "Balmorals".
- Slip-ons – en lågsko för mindre formella sammanhang, exempelvis loafern.
- Wholecut – en sko gjord i ett enda läderstycke, ofta en sparsmakad och strömlinjeformad sko.

## Unisex skor
- Vandringskängor - Används vid vandringar och längre promenader. Används med fördel i kuperad terräng. Kännetecknas av högt skaft, grovmönstrad yttersula och vädertåligt material.

## Galleri

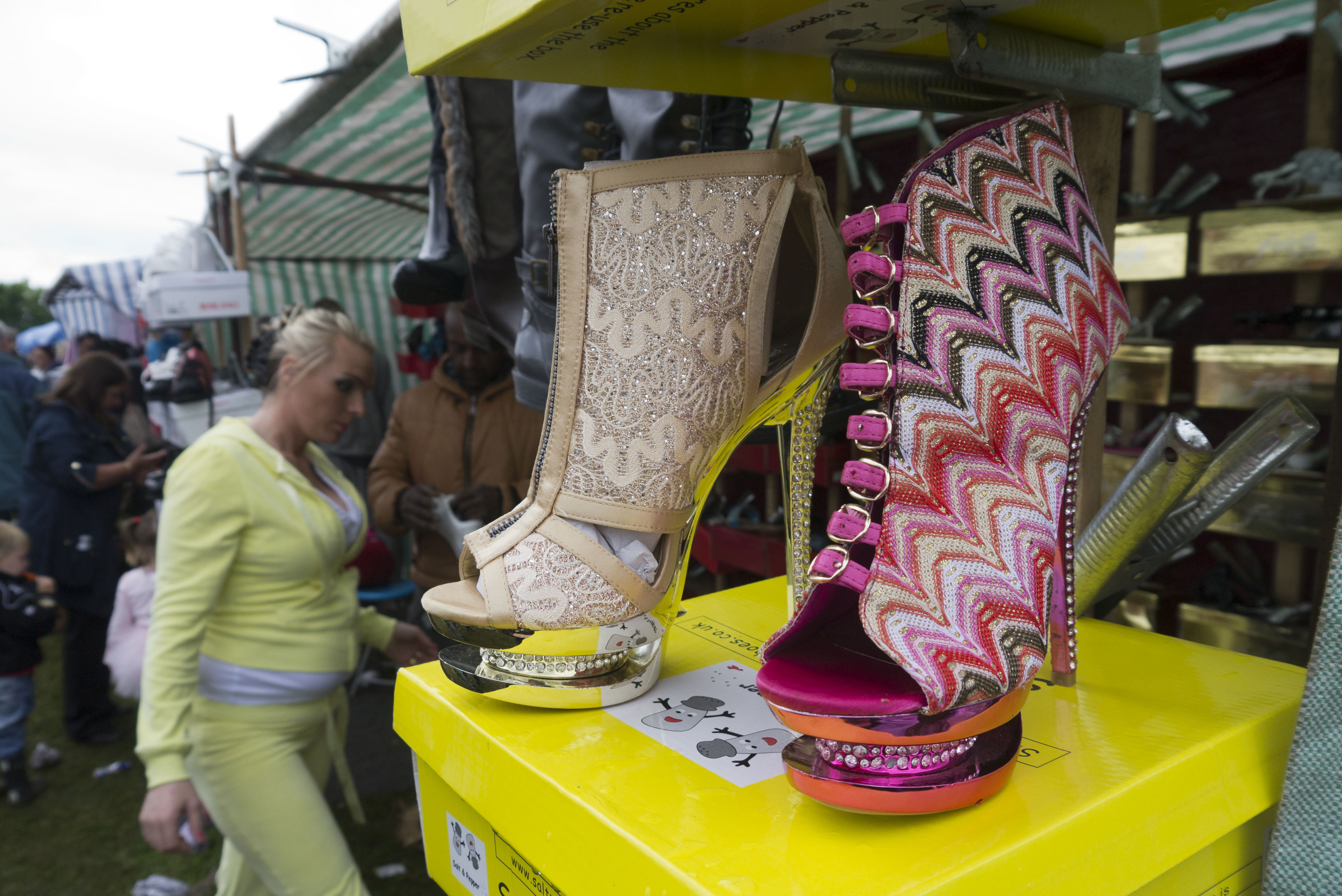
Högklackad damsko till försäljning på Appleby Horse Fair
Skor från 1700-talet - Livrustkammaren
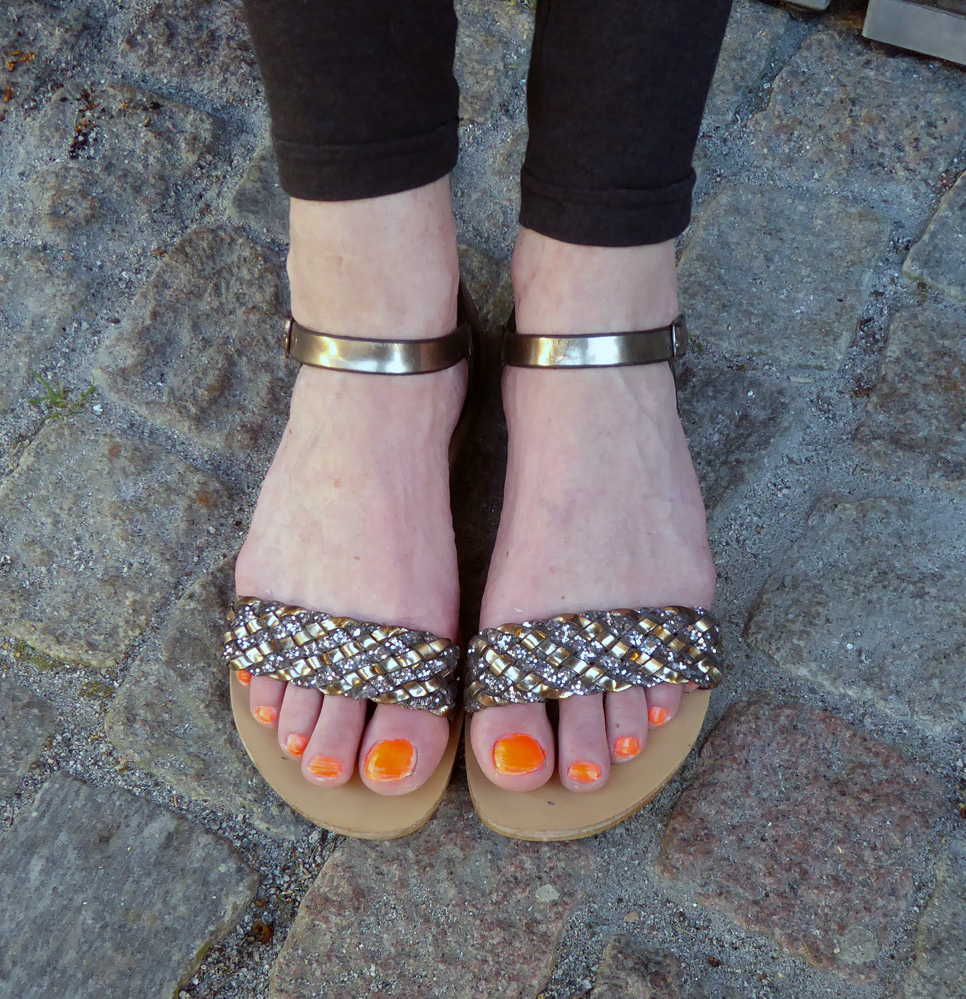
Sandaletter med låg klack.
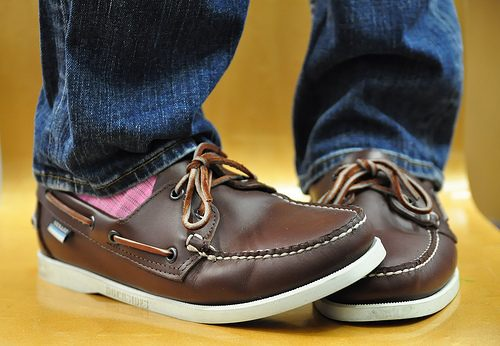
Seglarskor
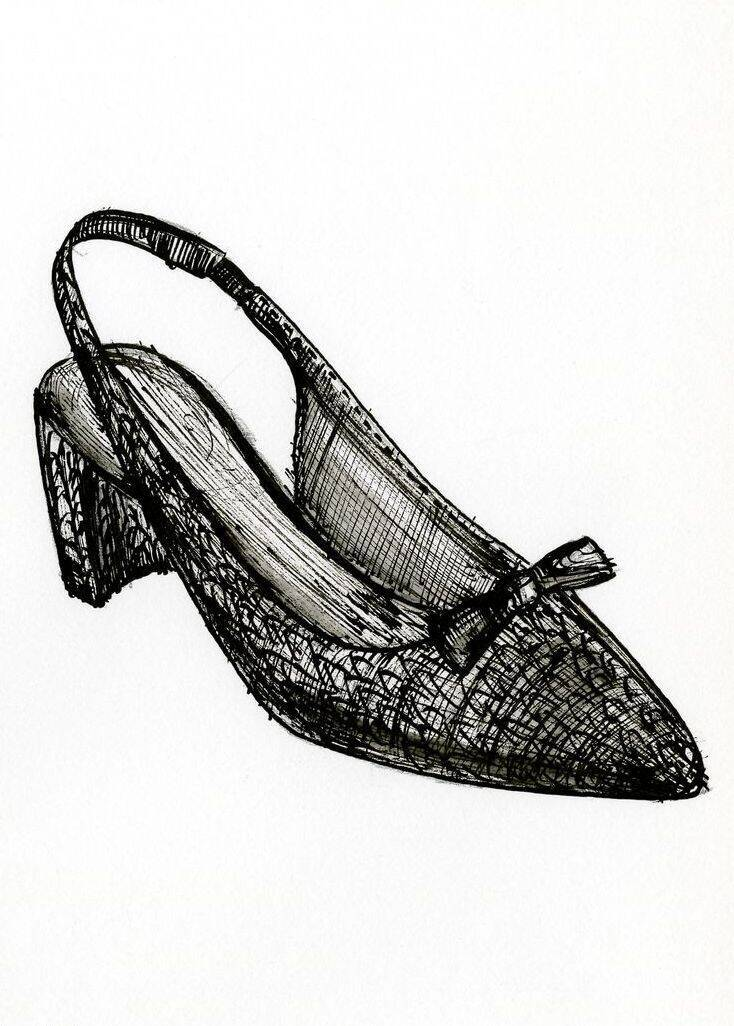
Slingback.
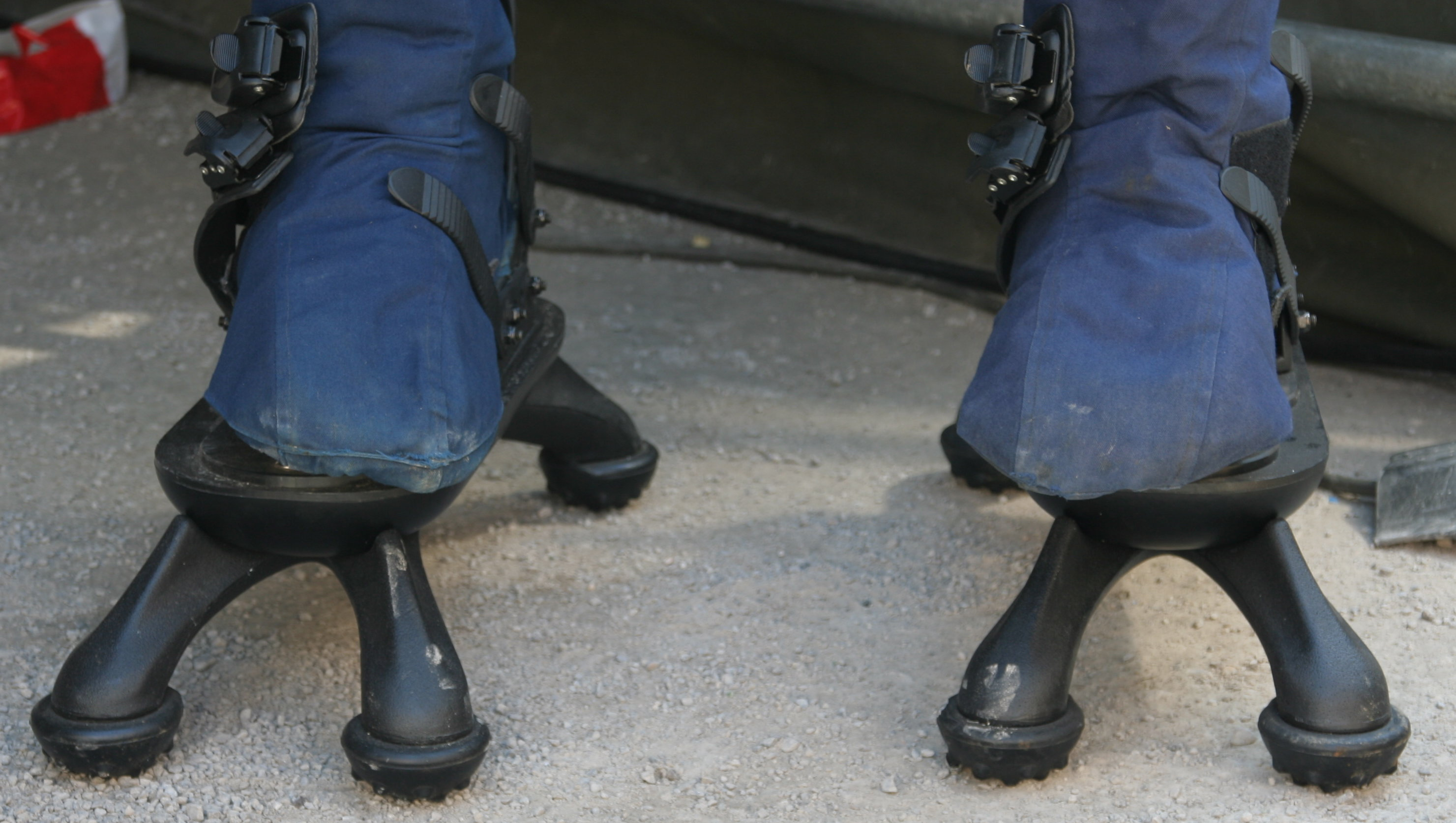
Specialskor för minröjare.